# San Francisquito
San Francisquito ist ein Ort in Sonora, Mexiko, unweit der Grenze zu Arizona, USA. San Francisquito hatte bei der Volkszählung 2010 vier Einwohner und liegt auf einer Höhe von 580 Metern. Nachbarorte sind División del Norte, Veintiuno de Marzo, El Ejemplo, El Panan und El Patricio.
Die Region ist eines der Siedlungsgebiete der Tohono O’Odham.